# Live in Japan (Fred Frith)
Live in Japan, sottotitolato The Guitars on the Table Approach, è un doppio album dal vivo del chitarrista, compositore e improvvisatore inglese Fred Frith. Venne registrato durante un tour improvvisato di esibizioni da solista in Giappone nel luglio 1981 e venduto in edizione limitata di mille copie dalla Recommended Records Japan in una scatola di cartone ondulato nero contenente poster, opere d'arte e opuscoli in inglese e giapponese. Venne anche pubblicato come due LP singoli, intitolato Live in Japan, Vol. 1 e Live in Japan, Vol. 2, con la copertina presa da quella interna del doppio LP.

## Accoglienza
| Recensione        | Giudizio    |
| ----------------- | ----------- |
| AllMusic          | [ 1 ] [ 2 ] |
| Clouds and Clocks | misto       |

Recensendo l'edizione rimasterizzata dalla Fred Records, Beppe Colli scrisse su Clouds and Clocks di essere contento del fatto che Live in Japan, per molto tempo fuori stampa, fosse stato ripubblicato su CD e che suonasse "fresco" e "potente" come su LP. Affermò che Frith nell'albumfosse "abbastanza orchestrale e polifonico, con forti contrasti sia nel timbro che nel volume". Si lamentò tuttavia del fatto che il processo di digitalizzazione del suono fosse "troppo 'moderno' e, in un certo senso,'falso'".

## Tracce
Musiche di Fred Frith.
1. Osaka 1 – 21:42
2. Osaka 2 – 2:16
3. Osaka 3 – 2:15
4. Fukuoka 1 – 9:30
5. Fukuoka 2 – 9:17
6. Maebashi 1 – 8:22
7. Fukuoka 3 – 11:22
8. Tokyo 1 – 3:50

Durata totale: 68:34

## Formazione
- Fred Frith
  - chitarra Burns Black Bison del 1961
  - chitarra a doppio manico (uno con tasti, l'altro senza) personalizzata Charles Fletcher
  - violino "rotto" del 1974
  - pianoforte
  - laringofono da piloti della seconda guerra mondiale
  - HH electronic SM200 stereo mixer
  - amplificatore con unità effetti digitali HH